# 安东尼·陈
安东尼·陈（英語：Anthony Chan, 1957年—），美国 经济学者，纽约市 摩根大通的首席经济学家和以前美国联邦储备银行的经济家。他在CNBC、福斯财经网、CNN、Reuters、彭博电视、CGTN、等国际媒体电视发表演讲。

## 生平
陈安是华裔 波多黎各-美国人，有汉族父亲和拉丁白人混血母亲。1979年毕业于紐約市立大學柏魯克分校，1986年获得马里兰大学博士学位。
他曾是代顿大学的教授和巴克莱银行的经济家。他在华盛顿哥伦比亚特区作为美国联邦储备银行的经济学家，跟艾伦·格林斯潘工作。自1994年以来，他在摩根大通。